# Guillem III dels Països Baixos
Guillem III dels Països Baixos (Brussel·les 1817 - Apeldoorn, 23 de novembre de 1890). Rei dels Països Baixos i darrere gran duc de Luxemburg en unió personal.

## Biografia
Nascut a Brussel·les el dia 17 de febrer de l'any 1817, era fill del rei Guillem II dels Països Baixos i de la gran duquessa Anna de Rússia. Guillem era alhora net per via paterna del rei Guillem I dels Països Baixos i de Guillemina de Prússia, i per via materna del tsar Pau I de Rússia i de Sofia de Württemberg.
Casat l'any 1839 amb la princesa Sofia de Württemberg, filla del rei Guillem I de Württemberg i de la gran duquessa Caterina de Rússia, van tenir tres fills:
- Guillem dels Països Baixos, nascut a La Haia el 1840 i mort a París el 1879.
- Guillem Frederic dels Països Baixos, nascut a La Haia el 1843 i mort el 1851.
- Alexandre dels Països Baixos, nascut a La Haia el 1851 i mort el 1884 a La Haia.[5]

El matrimoni fou infeliç i fou caracterítzat per fortes disputes basades en l'educació dels fills i les escapades extramaritals de Guillem, entre d'altres amb la cantant d'òpera Louise Rouvroy, amb qui va tenir un fill. Sofia de caràcter liberal, detestava l'autoritarisme; en canvi, Guillem era de caràcter extremadament conservador i un gran amant de la vida militar. Guillem arribà a prohibir les lectures d'autors liberals de la seva muller per la qual cosa la reina Victòria I del Regne Unit, gran amiga de Sofia, qualificà al rei Guillem com un simple maleducat granger.
L'any 1849 Guillem ascendí al tron i continuà les reformes liberals iniciades l'any 1848 pel seu pare. Guillem i Sofia veieren la necessitat d'adaptar la monarquia als nous temps si es pretenia garantir la supervivència de la institució. Malgrat tot, durant la primera dècada de regnat, les rivalitats entre la monarquia i el govern van augmentar considerablement.
L'any 1867, Guillem plantejà la possibilitat de vendre el Gran ducat de Luxemburg (Crisi de Luxemburg). El monarca era molt popular, i el poble el veia com un home cordial i afable.
L'any 1877 va morir la primera esposa de Guillem. Aquest es tornà a casar amb la princesa Emma de Waldeck-Pyrmont. Emma no gaudí en un primer moment de la simpatia popular, ja que era mal vist el fet que fos 41 anys més jove que el rei. Ara bé, aviat la situació canvià i Emma es feu molt popular. L'última dècada de regnat fou la més ben valorada per la població dels Països Baixos. L'any 1880 nasqué l'última filla del rei Guillem III i la que esdevingué la seva hereva Guillermina I dels Països Baixos, nascuda a La Haia el 1880 i morta l'any 1962 al Palau de Het Loo. Es casà amb el príncep Enric de Mecklenburg-Schwerin.
La mort de Guillem el 1890 suposà l'inici de la regència d'Emma. El fet que l'hereva fos una dona provocà la supressió de la unió personal entre els Països Baixos i Luxemburg com que en el ducat luxemburguès hi imperava la llei sàlica. A Luxemburg fou el duc de Nassau, gran duc Adolf I de Luxemburg que va succeir a Guillem com a cap d'estat.
Des de la mort de Guillem l'any 1890 fins a la coronació de Guillem Alexandre l'any 2013, els Països Baixos van tenir de forma ininterrompuda, una dona com a cap d'estat.